# هلبوي
هلبوي (بالإنجليزية: Hellboy) هو شخصية خيالية خارقة أنشأها الكاتب الفنان مايك ميجنولا. وقد ظهرت في عدد من سلسلة محدودة باسم مسميات مينيس والطلقات الواحدة، وكذلك بعض عمليات الانتقال.
الشخصية هو الشيطان الذي يحارب لحكومة الولايات المتحدة وهو نفسه ضد قوى الظلام بما في ذلك النازيون وبابا ياجا، في سلسلة من الحكايات التي لها جذورها في التراث الشعبي، ومجلة بالب، ومغامرة فينتاج، والخيال المرعب.
تم تكييف الكتاب الفكاهي في عرض عام 2004 بطولة رون بيرلمان، وتكملة الفيلم عام 2008، هيل بوي اثنان: الجيش الذهبي، وهما على التوالي دي في دي أفلام الرسوم المتحركة، هيل بوي: سيف من العواصف وهيل بوي: الدم والحديد.

## هيل بوي خيال كوني
الشيطان الذي اسمه الحقيقي هو خا راما (وحش في سفر الرؤيا)، أحضر هيل بوي إلى الأرض وهو رضيع من النازي اكيولوتيستفقد اكتشف من قبل قوات الحلفاء، من بينها، الأستاذ تريفور بريوتنهولم، الذين شكلوا مكتب الولايات المتحدة مكتب بحوث الخوارق والدفاع (بي بي ار دي). في وقت نمت هيل بوي لتكون كبيرة، بشرة حمراء شيطانية مع الذيل، وأبواق (التي كانت من الملفات، مخلفين وراءهم توقيع مستدير جزوعها على جبهته، لجعل مظهره أكثر «طبيعية»)، وتضخم اليد اليمنى مصنوع من الحجر. فقد وصف يانه رائحة جفاف الفول السوداني المحمص. وإن كان قليلا خشن، فانه لا يظهر أي من الخبث يعتقد أن يكون ملازم للشيطان، ويعمل مع مخلوقات غريبة أخرى في بي بي ار دي. هذا قيل ليكون بسبب تربيته تحت إشراف بريتينهولم، الذي أنشأه صبي عادي وعلمه كيف يتصرف بشكل طبيعي. هذا هو إشارة إلى طبيعة مقابل إنشاء المناقشة. هيل بوي قد يطلق عليه اسم «اعظم محقق خارق في العالم».

### السيرة الذاتية
هيل بوي هو مخلوق استدعى، أو ربما صنع، في الأشهر الأخيرة من الحرب العالمية الثانية بواسطة غريغوري راسبوتين على جزيرة ترماجانت، قبالة سواحل اسكتلندا، بعد أن كلف من النازيين لتغيير مجرى الحرب ("مشروع رجنا روك"). وهو ظهر في كرة من اللهب في الكنيسة المهدمة في شرق بروميتش، إنكلترا، في 23 ديسمبر، 1944. لا تثبت أن يكون شيطان، بالمعنى التقليدي للكلمة، ولكن شيطان، مثل مخلوق من ذوي البشرة الحمراء والقرون، والذيل، بشكل غير طبيعي وغير متناسب اليد اليمنى مصنوع من الحجر الأحمر، أطلق عليه اسم «هيل بوي» بواسطة البروفسور تريفور بريوتينهولم
التي اتخذتها الولايات المتحدة للقوات المسلحة لسلاح الجو في قاعدة نيو مكسيكو، هيل بوي أثيرت بواسطة جيش الولايات المتحدة وأيضا بواسطة مكتب بحوث الخوارق والدفاع (بي بي ار دي)، وهي وكالة فيدرالية المكرسة لمكافحة التهديدات الغامضه.
كشخص بالغ، هيل بوي يصبح العميل الرئيسي لبي بي ار دي، جنبا إلى جنب مع أشباه الإنسان وغيرها من العوامل البشرية التي تشمل كيت كوريغان ، أستاذ الفولكلور في جامعة نيويورك؛ ابي سابين، وهو الروبوت البرمائي (سابين) ؛ ليز شيرمان، وهو الشاب البيروكنيتك؛ روجر، وهو قزم كبيرة بشكل غير عادي ؛ جوهان كراوس، الروح المتوسطة أبقى في دعوى الاحتواء؛ والنقيب بن ]دياميو، العمليات الخاصةوالعمليات الخاصة رجل مع خبرات غامضه، والأخيرتان من التي لم تحقق بعد هيل بوي بسبب اعتزال هيل بوي من المكتب.
خلال زيارة لكنيسة بروميتش (مكان «ولادته»)، هيل بوي تعلم أنه كان متخيل 300 عاما من قبل ساحرة، كاترين تانر - تريمان، والأمير الشيطان لشيول. في هذا الوقت، لم يكن هيل بوي موجود كطفل رضيع في العالم «الحقيقي»؛ الأمير «الابن المفضل» اعتبر أن «القوة منتظره لكي تولد». هيل بوي «أمه» كانت تملك أطفال: راهبة والكاهن الذي في وقت لاحق تردد على الكنيسة، والموت في محاولة لوقف الشيطان من المدعي تانر - تريمان على تابوتها.
لاحقا، ولكن ربما لا يمكن الاعتماد على قيمة إعطاء اسم للشيطان كما أزايل، والساحرة وسارة هيوز. روح مورغانا لو فاي كلامز ان هيوز من سلالتها، وإذا كان هذا صحيحا، فهذا يعني أن هيل بوي هو الوريث الشرعي لآرثر بيندراجون وملك انكلترا.
هيل بوي منح «الفخرية الإنسانية» وهي مرتبة من قبل الأمم المتحدة في عام 1952، وكما هو معروف «أكبر محقق خارق في العالم». على هذا النحو، فإنه يتفاعل مع البشر بشكل منتظم، وفي المقام الأول المسؤولين عن إنفاذ القانون، والعسكريين، والعلماء «علماء الغرائب»، ومعظمهم لم يظهروا رد فعل مبالغ على مظهره الغريب. وهذا يختلف عن تعديلات الفيلم.
مثل الكثير من الأبطال الخارقين مثل باتمان، هيل بوي يعذبه باستمرار معرفة ماضيه.

### القوى والقدرات
ْْ
بين قوي هيل بوي الأكثر وضوحا هي القوة الخارقة والمقاومة للأصابات الجسدية. قد تعرض هيل بوي لهدم شجرة كبيرة، والقاءها كسلاح، فضلا عن السيارات، وقزف خصومه باوزان مئات الجنيهات عدة امتار بعيده بواسطة يد واحده. يستطيع الصمود أمام الضربات القوية التي من شأنها أن تجرح أو تقتل الإنسان، مثل ضرب بشكل متكرر على يد منافس قوي فوق طاقة البشر، مع قلة أو عدم الراحة. ومع ذلك، فهو أبعد ما يكون عن التعرض للخطر، ويمكن أن يجرح من الأسلحة التقليدية.
الأفلام جعلت الكثير من فكرة أن هيل بوي مقاوم للحريق، على الرغم من مشهد واحد في أول فيلم يظهره بانه حرق أصابعه عن طريق لمسه وحكه جزوع قرن ساخن بعد أن مر فوقها قطار مترو. ومع ذلك، في الكوميديا انه ليس في الواقع مقاوم للحريق. هيل بوي يمكن يحرق ويتدمر مثل أي شيء حي لكنه يمتلك معجل عامل للشفاء (على غرار إكس مان شخصية ولفرين) أنه يشفى بسرعة جسده، وترميم الأنسجة التالفة بسرعة وتجديد خلايا الدم. في «الجيش الخاسر»، قال انه يشفي بسرعة من إطلاق النار عليه عدة مرات في صدره مع ام جي - 42 مدفع رشاش قبل تدمير المدفع. لديه أيضا مصد يكون مخوزق خلال صدره مع سيف، والشفاء تماما في غضون دقائق.
هيل بوي أيضا مختلف الأعمار من البشر. في قصة الفطائر عنده سنتان ولكن يبدو أنه أكبر بكثير. في طبيعة الوحش، وضعت في عام 1954، بعد عشر سنوات من العمر يبدو - هيل بوي نمي بشكل كامل. النضج السريع له على ما يبدو في مقابل أن المعدل الفعلي له من الشيخوخة، والذي يبدو أنه أبطأ بكثير من البشر. طوال فترة الستين سنة من الرسوم الهزلية، انه لم يكن عمره يتجاوز النقطة التي وصل النضج الجسدي. وكما أظهر مهارة فطرية في ترجمة وتفسير اللغات السحرية والقديمه.
بالإضافة إلى قدراته الجسدية الطبيعية، هيل بوي يحمل مجموعة متنوعة من الأدوات في حزامهالتي يمكن استخدامها ضد مختلف القوات الخارقه. انه كان معروفا لتحمل الاثار المقدسة، وحذاء الخيل، والأعشاب المختلفة، وs. قنبلة يدوية عادة يحمل السامري الصالحمسدسا ضخم، ومع ذلك، هيل بوي يعترف بحرية إلى حقيقة انه رديئ في إطلاق النار ويفضل العراك يدا بيد كلما كان ذلك ممكنا.

### اليد اليمنى من الموت
اليد اليمني لهيل بوي، تشير «اليد اليمني للموت»، تتكون من الساعد واليد الكبيرة التي يبدو أنها مصنوعة من الحجر الأحمر. اليد بارعه بما يكفي للقبض على ذبابه، ولكن بسبب حجمها الكبير هيل بوي يفضل الحجم العادي لليد اليسرى لتشغيل الأسلحة والأجهزة. اليد هي غير معرضة للخطر على نحو فعال ولا يشعر بأي ألم، تخدم مثل مطرقة كبيرة عندما تستخدم كلكمة للعدو.
كما كشفت في رسم مجموعة الرواية أماكن غريبة، اليد اليمنى من الموت كانت سابقا اليد اليمني لاحد «أكبر الأرواح» التي راقبت على مدى ازدهار الأرض، واليد والروح المستخدمة لإنشاء التنين اجريو جاهاد. ‏ من خلال نفس اليد، هو قيد التنين، ولكن معنويات زملائه تحولت عليه عن أفعاله، ودمرته تماما—من أجل إنقاذ يده اليمنى، والتي كان يحتفظ بها والحفاظ بواسطة العديد من السباقات على مدار التاريخ، بما في ذلك السباق الأول للرجل. مثل اليد التي انشأت وحددت الاجدريو جاهاد، بل هو أيضا المفتاح الذي سوف «يطلق ويأمر» لهم، وبعبارة أخرى، هو الحافز الذي سيجلب الكارثة. والكتب المصورة بنفسها لم تذكر ابدا كيف تنفذ اليد اليمنى من الموت هذه المهام، انها فقط اعلنت ان في هذه الحالة شخص أو شيئا ما تعمد فعل هذا بدون تدخل هيل بوي.ويظهر الفيلم أنها تعمل مثل مفتاح؛ الذي تحول مرتين في المسلة الخاصة المضمونة بواسطة راسبوتين ستفرج عن الاوجدريو جاهاد. انه من الواضح أنه ليس من الضروري بالنسبة لذراع ان يلحق إلى هيل بوي في كل شيء، حتى من تلقاء نفسه سيوءدي مهامه. ومع ذلك، فقد اقترح أنه إذا مات هيل بوي في حين أن اليد ملحقة به، فإنها تصبح عديمة الجدوى. وبالتالي فقد توصل إلى استنتاج بأن السبيل الوحيد للحيلولة دون الوقوع في الأيدي الخطأ هو الحفاظ عليه وحمايته.

## تاريخ النشر

### رسوم هزليه
الرسم الأول للشخصيه كان بالأبيض والأسود التوضيحي الذي كان يرتدي فيه حزاما يحمل اسم هيل بوي. هذه الصورة ظهرت في برنامج العظيم سالت لاك الهزلي في عام 1991، مما يجعل هذا البرنامج نشر للمره الأولي علنا رسم لهيل بوي. والتجسد الاحق لهيل بوي ظهر على غلاف صحافة دايم # 4 (1993) وفانزيني غامضة الإيطالية.
قبل نشر هيل بوي بشكل مستقل في الحصان الأسود للرسوم الهزليه، الفكرة كانت في البداية منبوذهالي مجلس الإدارة لي دي سي للرسوم الهزليه، الذي أحببته ولكن لم تحب فكرة انها تنطوي على «الجحيم».
القصص في وقت مبكر كانت تصور وترسم بواسطة ميجنولا مع السيناريو المكتوب بواسطة جون بيرن، وبعض القصص في وقت لاحق قد وضعت من قبل مبدعين أخرى ن من ميجنولا، بما في ذلك كريستوفر الذهبي، غي ديفيس، ريان سوك، ودنكان فيجريدو. الالتزامات المتزايدة من امتياز هيل بوي يعني أن عام 2008 طلقة واحدة «في مصلى مولوخ» هو أول كتاب هزلي لهيل بوي ميجنولا قدمت السيناريو والفن منذ «الجزيرة» في عام 2005.

#### كتب سان دييغو الهزليه كتب هزليه مشتركه
' هيل بوي مايك ميجنولا بواسطة مايك ميجنولا وجون بيرن الشخصية ظهرت لأول مره على شكل متتابع. وقد نشرت من قبل الحصان الأسود للكتب الهزليه في كتب سان دييغو الهزليه كتب هزليه مشتركه  العدد 2 (آب / أغسطس 1993) لتوزيعها في سان دييغو للكتب الهزليه المشتركة معجبين الاتفاقية التي عقدت في سان دييغو، كاليفورنيا.
في قصة هيل بوي يسافر إلى مدينة اشباحامريكيه، حيث واجه الاجرب المغفل الذي تحول الي انوبيس، الإله المصري القديم للتحنيط. 
القصة تم جمعها في كتاب تجاري ورقي هيل بوي : البذور للتدمير. 

#### بذور تدمير
هيل بوي: بذور تدمير (4 قضايا، مارس-يونيو 1994) بواسطة مايك ميجنولا جون بيرن، وكان أول سلسلة محدودة (قصص مصورة) الكتاب هزلي حلقات-صغيره سلسلة محدودة لتبرز طابع هيل بوي.
في القصة، هيل بوي يواجه غريغوري راسبوتين ويبدأ معرفة ما يفعله على الأرض، والذي استدعاه هناك. هدفه سيكون لقيادة القوى التي على وشك ان يطلقها رابستيون على العالم. هيل بوي نفي هذا الإصدار من مصيره، ويرفض أن يكون للرقابة. محاولة للإفراج عن اوجدريو جاهاد، راسبوتين قتل، قتل برمح في صدره من قبل ابي سابين تحت سيطرة شبح إليهو كافنديش.
تجارة مجموعة غلاف ورقي منحت جائزتين آيزنر، وكان، في جزء منه، الأساس لأول فيلم هيل بوي.

#### دليل المشتري للكتب الهزليه
هيل بوي مايك ميجنولا: أعظم محقق خارق في العالم  بواسطة مايك ميجنولا وجون بيرن مميز الشخصية تالي مظهر منفرد. وقد نشرت من قبل الحصان الأسود للكتب الهزليه في أربعة صفح مميزه كتب هزليه-مصغره للتوزيع في دليل المشتري للكتب الهزليه قضية 1070 (20 مايو 1994).
في القصة هيل بوي يتعارك مع رئيس دايسيمبوديس عالم النازية هيرمان فون كليمبت والأتباع له دمية بروتوس الغوريلا لانقاذ الفتاة الأسيرة من الطبيب البروفيسور لعملية انتقال السوائل من المغذيات.
القصة تم جمعها في كتاب تجاري ورقي الغلاف هيل بوي: بذور التدمير.

#### احتفال البيولوجي
مرحبا، اسمي هيل بوي  بواسطة مايك ميجنولا كان من صفحة واحدة لوحة إعلانية لها علاقه باصول الشخصية الخياليه. وقد نشرت من قبل موزعين الماس لكتب الهزليه الموزعين في التسويق تكملة هواة جمع احتفال البيولوجي طبعة (أكتوبر 1994). الإعلان تم جمعه في كتاب تجاري ورقي الغلاف فن هيل بوي.

#### ايقاظ الشيطان
هيل بوي: ايقاظ الشيطان (5 قضايا، يونيو/ أكتوبر 1996) بواسطة مايك ميجنولا هو ثاني سلسلة محدودة (قصص مصورة)كتاب هزلي لحلقات-صغيره لتبرز شخصية هيل بوي.
في القصة، هيل بوي يقابل هيكات الالهه هيكات. عنونت باسم «انانج راما»، قال انه لدى وصوله على الأرض إشارات نهايتها. في ذروة القصة، هيل بوي ابتلع بواسطة هيكات في شكل {0 مصنوع من الحديد{/0} ونوعا من نشوء صراع أخروي يستتبعه، والذي قال إن يده اليمنى هو المفتاح لفتح المنجم. مرة أخرى ترفض هيل بوي، وهذه المرة قطع له حديثا إعادة نمو القرون.

#### الصندوق المليئ بالشر
هيل بوي: الصندوق المليئ بالشر (قضيتين، أغسطس-سبتمبر، 1999) بواسطة مايك ميجنولا، ارتفع مؤشر داو ماثيو سميث ورايان سوك كان يكتب لوضع حد نهائي لوحش قصة قوس نهاية العالم..
في القصة، ايغور برومهيد قوي زياده عن الشيطان، يالاك، من خلال استخدام هذا الاسم الشيطاني. هيل بوي أيضا ربط اسمه، «انيونج اون راما»، التاج في نهاية العالم، والذي يرتدي ولكن غير مرئي له، قد أخذ. مع أخذ التاج، تم تغيير يالاك إلى شيطان أقوى بكثير. هيل بوي اكتشف ان «انينج اون راما» هو الترجمة الحرفية لي«... وعلى جبينه تم وضع تاج من النار...» -- وكما قد استولى يالاك على التاج، هذا لم يعد هو نفسه. كما أن هذا لم يعد اسمه، انه لم يعد مقيد، وبالتالي قادرة على هزيمة يالاك. التاج تم الاحتفاظ به لهيل بوي بواسطة استاروث، في بانديمونيوم، عاصمة جهنم؛ ومقعد محجوز للمكون في بيت الذبابة.

### المجموعات
أكثر الكتب الهزليه لهيل بوي تم جمعها في مجلدات ككتاب تجاري ورقي الغلاف.

#### هيل بوي تجارة الأغلفة الورقية
1. هيل بوي : بذور التدمير (الفن بواسطة مايك مايجنولا، والكتابة عن طريق جون بيرن، أكتوبر 1994)
2. هيل بوي: ايقظ الشيطان (بواسطة مايك ميجنولا، والألوان بقلم جيمس سنكلير، وفصل بواسطة ديف ستيوارت، أدب بواسطة بات بروسو، مايو 1997)
3. هيل بوي: سلاسل التابوت وآخرون (بواسطةمايك مايجنولا، والألوان ديف ستيوارت، وادب بواسطة بات بروسو، أغسطس 1998)
4. هيل بوي: اليد اليمنى للموت (بواسطةمايك مايجنولا، والألوان ديف ستيوارت، وادب بواسطة بات بروسو، أبريل 2000)
5. هيل بوي: دودة الفاتح (بواسطةمايك مايجنولا، والألوان ديف ستيوارت، أدب بواسطة بات بروسو، فبراير 2002)
6. هيل بوي: أماكن غريبة (بواسطة مايك مايجنولا، أبريل 2006)
7. هيل بوي: ساحرة القزم وآخرون (بواسطة مايك مايجنولا، نوفمبر 2007)
8. هيل بوي: نداء الظلام (قصة وتغطية بواسطة مايك مايجنولا، والفن من قبل دنكان فيجريدو، مايو 2008)
9. هيل بوي: الصيد البري (قصة وتغطية بواسطة مايك مايجنولا، والفن من قبل دنكان فيجريدو، مارس 2010)

#### اصدرات ضخمه
1. هيل بوي: إصدار مكتبه المجلد 1—جمع بذور التدمير وايقاظ الشيطان.
2. هيل بوي : إصدار مكتبه المجلد 2 -- يجمع سلاسل التابوت وآخرون، اليد اليمنى للموت.
3. هيل بوي: إصدار مكتبه المجلد 3—تجمع الفاتح دودة "و" الأماكن الغريبه ".

#### الاغلفه الورقيه التجارية الأخرى
- هيل بوي : حكايات مقلقه المجلد. 1 & 2 (تغطية بواسطة مايجنولا)
- هيل بوي عضو بواسطة مايك مايجنولا، بيل وراي، وغيرها
- شبح / هيل بوي الخاص بواسطة مايك مايجنولا
- وحشية التنين / هيل بوي (يجمع سافاج التنين # 34-35، وتغطية بواسطة مايك مايجنولا)
- فن هيل بوي مايك مايجنولا (مارس 2003) الحصان الاسوداي اس بي ان 1-56971-910-1
- هيل بوي : الرفيق بواسطة ستيف وينر وجايسون هول (21 مايو، 2008)كتب الحصان الأسود أي اس بي ان 978-1-59307-655-9

## في وسائل الإعلام الأخرى

### الأفلام الروائية

#### هيل بوي
غييرمو ديل تورو شارك في كتابة وإخراج فيلم التكيف تحت عنوان هيل بوي في عام 2004، وتقاسم الدين الأصلي مع كاتب السيناريو بيتر بريغز. ديل تورو، من معجبين أعمال مايك مايجنولا، سبق أن كتب في مقدمة هيل بوي : الفاتح دودة.
هذا الفيلم تألق رون بيرلمان كهيل بوي (والمفضل لدى كل من ديل تورو ومايجنولا للدور)، سلمى بلير وليز شيرمان، روبرت إيفانز كعميل فدرالي خاص جون مايرز (شخصيه خلقت للفيلم)، جون هورت كأستاذ تريفور بريوتنهولم، دوغ جونز وابي سابين (التي عبر عنها في نكروديتيد ديفيد هايد بيرس)، كاريل رودن وغريغوري راسبوتين، وجيفري تمبر كمحقق خاص كبير للاف بي أي توم مانينغ. الفيلم تلقى مشاهده عموميه إيجابية، وأداء عادل في شباك التذاكر. ومع ذلك، فإن الفيلم لأول مرة في دور العرض حيث ان آلام المسيح كان لا يزال يعرض، وفقا لديل تورو في دي في دي للتعليق، أن بعض المسارح إعادة عنوان الفيلم على لافتتها، أو صراحة أنه يرفض أن يعرض لتجنب تشغيل الشيطان " "الفيلم ضد العاطفة.

#### هيل بوي 2: الجيش الذهبي
ملحمة، هيل بوي 2 : الجيش الذهبي، قتل بالرصاص في بودابست عن طريق ديل تورو، وميزات المواهب العائده من بيرلمان وبلير. جونز عاد أيضا ليس فقط في دور ابي سابين (غير ملقب هذه المرة)، ولكن في اثنين من الأدوار الأخرى : ملك الموت ووتشامبرلين.  استديوهات ريفليوشن قد خططت لصنع الفيلم (الذي كان كولومبيا بيكتشرز ستوزعه)، ولكن الاستوديو خرجت من قطاع الأعمال قبل التصوير. يونيفرسال بيكتشرزالتقطته. المؤامرة هو التحول إلى مزيد من الفولكلور بدلا من الحركة، مع الايحاءات الاوربيه الثقيله. شخصيةيوهان كراوس اضيفت إلى الفريق، والتي عبر عنها سيث ماكفارلين. شخصيةروجرالقزم لم تكن، لكنه كتبها في المؤامرة باعتباره شخصية بارزة جدا في المسودات الأولى للنص. (روجر ويمكن ان يري كتمثال كئيب في خلفية بي بي ار دي الرواق تالف في كل من الأفلام الأولى والثانية.) شخصية العميل مايرز من أول فيلم لم تعود، غيابه فسر بواسطة ليز لاحظ ان هيل بوي قد نقله إلى القارة القطبية الجنوبية بدافع الغيرة. في 11 نوفمبر، 2008، هيل بوي 2: الجيش الذهبي اصدره في دي في دي.

#### هيل بوي 3
والفيلم الثالث هو في مراحل الحمل، عمل ليركز على المكافحة بين هيل بوي وغشيل الدماغ الملاك التي تم اسره من قبل النازيين منذ الحرب العالمية الثانية. سيكون هناك أيضا عودة راسبوتين كروينين، ولاول مرة رودريك زينكو. بي بي ار دي الجديدة تشمل وكلاء الكركند جونسون وربما روجر والقزم. نبوءة هيل بوي ليصبح وحش القيامة سوف تتحقق، وبالإضافة إلى ذلك، هيل بوي سوف يتعلم أن يكون أبا لتوأمين. التزامات ديل تورو لأفلام الهوبيت ستؤجل أي تورط محتمل في المشروع [بحاجة لمصدر]

### أفلام الرسوم المتحركة
يوم 9 نوفمبر 2005، أصدر صندوق التنمية الاستئماني المستقل للترفيه بيان صحفى  معلنا أن الشركة لديها ترخيص من حقوق تطوير «محتوى الرسوم المتحركة في التلفزيون والترفيه المنزلي» على أساس هيل بوي الهزلية. رون بيرلمان (هيل بوي)، سلمى بلير (ليز شيرمان)، دوغ جونز (ابي سابين)، وجون هيرت (الأستاذ تريفور 'بروم' بروتينهولم) قد اعربوا عن جميع الشخصيات المعنية. الممثلة بيري غيلبين انضمت الي فرق العمل كأستاذه كيت كوريغان.
أول اثنين 75 -دقيقة من أفلام الرسوم المتحركة، سيف من العواصف والدم والحديد، تم بثه على كرتون نتورك قبل أن يطلق سراحه على دي في دي. أول واحده بثت 28 أكتوبر 2006، والثانية بثت 17 مارس 2007.
كل القصتين لديهما الكثير من القواسم المشتركة مع الكتاب الهزلي هيل بوي ' بدلا من الفيلم -- ابي سابين ليست نفسية، على سبيل المثال، هيل بوي وليز هم مجرد أصدقاء، والأعمال الفنية ولوحة الألوان مستمده بشكل وثيق جدا من مايجنولا والأعمال الفنية الأصلية. دي في دي من سيف العواصف اصدر في 6 فبراير، 2007 ؛ أنه يحتوي على مادة وثائقية التعليق وهيل بوي الكتاب الهزلي، فانتوم ليمبز.
بعد إصدار انتيتيال بعض المحلات شملت هبات حصريه مع نسخ من الرسوم المتحركه لهيل بوي : الدم والحديد دي في دي:
- أفضل شراء: أ 7 "شكل هيل بوي.
- وول مارت: 80 صفحة بعنوان دايجست جرس الحكم
- ترانسوورد: 64 صفحة هيل بوي دايجست
- اللانهاية -- جراد البحر جونسونلوبستر جونسون ماجنيت
- حلبة المدينة -- هيل بوي«تمثال نصفي».

وقال «هيل بوي 2 باك» طبعة محدودة واصدرت دي في دي في 1 يوليو 2008 والتي تحتوي علي الفيلمين و 7 ّرموز.
ثالث فيلم رسوم متحركة لهيل بوي، مخلب الشبح، وقد وضعت على الانتظار. صبي الأحجار مخرج وكاتب افلام دي تي في، يقول الفيلم سوف نجمة الكركند جونسون وسيكون لها بعض الشخصيات المألوفة، ولكن ابي وليز لن يكون في فيلم (على الأقل ليس على نحو الشخصيات الرئيسية).

### روايات ومقتطفات
كريستوفر الذهبي قد كتب روايات عديديه حول الشخصية، وأول اثنان منها هم، الجيش الضائع والعظام من العمالقة، هي جزء من القصة الرسمية هيل بوي. الأحداث التي وقعت في كل من هذه الروايات المذكورة واردة في الجدول الزمني الرسمي للكتب الهزليه ' رفيق هيل بوي} على وجه الخصوص، الشخصية الذهبية لاناستازيا برانسفيلد كما هو موضح في الرفيق، رغم أنه لم يظهر فعلا في كتب هزليه.
- هيل بوي: الجيش المفقود (الذي كتبه كريستوفر جولدن، وتغطية رسوم أخرى عن طريق مايك ميجنولا، 1997)
- هيل بوي: عظام العمالقة (الذي كتبه كريستوفر جولدن، وتغطية رسوم أخرى بواسطة مايك ميجنولا، 2001)
- هيل بوي: على الأرض كما هو الحال في الجحيم (كتبه بريان هودج، وتغطية بواسطة مايك ميجنولا، سبتمبر 2005)
- هيل بوي: اختيار الغير طبيعي (الذي كتبه تيم ليبون، وتغطية بواسطة مايك ميجنولا، مارس 2006)
- هيل بوي: آلة الله (الذي كتبه توماس اي. سنيوجوسكي، وتغطية بواسطة مايك ميجنولا، يوليو 2006)
- هيل بوي: بركة التنين (كتبه كريستوفر جولدن، وتغطية بواسطة مايك ميجنولا، مارس 2007)
- هيل بوي : زمرد الجحيم (كتبه توم بيتشيريلى، وتغطية بواسطة مايك ميجنولا.فبراير 2008)
- هيل بوي: جميع رؤي العين (كتبه مارك موريس، وتغطية بواسطة مايك مايجنولا، أكتوبر 2008)
- هيل بوي: الذئاب الناريه (الذي كتبه تيم ليبون، وتغطية من جانب مايك مايجنولا، أبريل 2009)
- هيل بوي : الذئاب الجليديه (الذي كتبه مارك شادبورن، تغطي بواسطة دنكان فيجريدو، سبتمبر 2009)
- هيل بوي: وظائفه غريبه (من قبل المحرر كريستوفر الذهبي، والكتاب يتضمن ستيفن أر بايسيتي، جريج روكا، نانسي ألف كولينزنانسي ايه. كولينز وبوبي زيد/5}، مع مقدمة بقلم مايك ميجنولا. ميلواوكي : الحصان الأسود كتاب هزلي، أي ان سي، أي اس بي ان 1-56971-440-1، ديسمبر 1999)
- هيل بوي: وظائف غريبه (من قبل المحرر كريستوفر جولدن، والكتاب يتضمن فرانك دارابونت، غييرمو ديل تورو، تشارلز دي لينت، غراهام جويس، شارين ماكرمب وريتشارد دين ستار، أكتوبر 2004)
- هيل بوي: وظائف غريبه (من قبل المحرر كريستوفر جولدن، والكتاب يتضمن جو R. لانسدال، اتشينا مايجيلي، باربرا هامبلي، كين بريين، أمبير بنسون وتاد وليامز، في يوليو 2008)

### ألعاب الفيديو
لعبة الفيديو لهيل بوي سميت هيل بوي : كلاب ليلة هيل بوي : طالب لجوء سياسي اصدري لي الكمبيوتر والبلاي ستيشن، بواسطة كريو انتراكتف / دريم كاتشر انتراكتف اي ان سي، وليس له علاقة بسلسلة الفيلم.
يوم 6 أبريل من عام 2005، أعلن مخرج فيلم هيل بوي غييرمو ديل تورو على موقعه الرسمي  أنه قد توصل إلى اتفاق مع كونامي لإنشاء لعبة فيديو جيم لهيل بوي جديده تعتمد علي نسخة الفيلم من الشخصية وعالمه، ويضم حوش جديدة، اوغاد جديدة، وقصة جديدة. هيرمان فون كليمبت وحرب القرود كريجاف #10 من المقرر ظهروه.
يوم 9 مايو، 2006، كشف النقاب عن أن لعبة هيل بوي ستظهر في صيف عام 2007، على بلاي ستيشن 3، إكس بوكس 360 وبلاي ستيشن المحمولة. العبة صدرت في أمريكا الشمالية في 24 يونيو، 2008[اسم هيل بوي: علم الشر. فقد طورت بواسطة كرومي استديوز، والتي نشرتها كونامي للترفيه الرقمي أي ان سي. فضلا عن ان حملة لاعب واحد بينما الاعبين يحصلوا علي اللعب مثل هيل بوي اللعبة أيضا تمتاز بالعل الجماعي، وشارك فيها شخصيات ابي سابين، ليز شيرمان ولوبستر جونسون.
لعبة هيل بوي للفيديو جيم سميت هيل بوي 2 : الجيش الذهبي—جنية الأسنان المرعيه اصدرت لي أي فون بواسطة تيوسداي كرياتيف في 14 يناير، 2009.

### نظام- لعب اللعبة
مرجع هيل بوي ونظام لعب اللعبة، استند إلى نظام اللعب جي يو ار بي اس، وقد نشرت بواسطة العاب استيفي جاكسون في أغسطس 2002.

### هيرمكولكس
هيل بوي صمم في ويز كيدز ايندي هيروكليس لاين مع بوسترات مختلفة الخلفية. كام انه لديه حقوق جمع هيروكليس/هيروكلس كروس لاين سميت هيل بوي والبي. بي.ار. دي.

### بطاقة المباراة
هيل بوي كانت أيضا جزء من ابار ديكز ضد نظام بطاقة اللعبة كأول كتب هزليه لنون-مارفيل ودي سي للخصيات الهزليه.

## الظهور في الثقافة الشعبية
- هيل بوي ظهر كأنه 'شخصيه مقترضه' من كاتب كيم نيومانز انو حلقات دراكولا، تحديدا في المجموعة القصصية دراكولا اندي وارهول (2004)، حيث ينضم إلى صفوف بليد، شافت، ترافيس بيكل، والمعاقب، بول كيرسي، سكوبي دو وشاجي في مطاردة جوني بوب ؛ مصاص دماء وتاجر مخدرات.
- هيل بوي يجعل لوحة كاميو تظهر خلال هلوسه متتابعه في فرانك ميلرز سين سيتي: الجحيم والعودة.
- هيل بوي يجعل كاميو مكيده أو مفاوض في الصفحة الأخيرة لي السام & قصة ماكس «بطن الوحش».
- هيل بوي يظهر أيضا في اصدرات جائزةاريك باول آيزنر سلسلة«الأبله».
- هيل بوي جعل لوحة كاميو تظهر، جنبا إلى جنب مع عدة شخصيات أخرى اقترضت من شي/سيبلاد كروسوفر «معركة الاستقلال» من صور القصص الهزليه.
- هيل بوي أول ظهور له كان في جون بيرنقضية الرجل الثاني 21 (الجزء3 من 4).
- هيل بوي ظهر في قضية رجل مجنون 5.
- ابي سابين، شخصية شعبية من هيل بوي يظهر في جون بيرن بابي 2 القضية رقم 2.
- في فيلم كيفن سميث العقيدة (1999)، واحدة من ثلاثة توائم جهنميه شوهد يرتدي تي شيرت هيل بوي.
- في واحدة من المواضيع المنتهية لي سايونارا زيتسيبوي سينسي، والرسوم المتحركة وأسلوب الرسم هو نفسه المستخدم في كتب هيل بوي الهزلية.

## جوائز
سلسلة هيل بوي المصغره : دودة الفاتح فاز عام 2002 جائزة ايسنر لأفضل سلسلة محدودة، في حين الفن في هيل بوي  فاز إيسنر في عام 2004 لأفضل كتاب هزلي متعلق بالكتاب، ميجنولا فاز في عام 2000 جائزة هارفي لأفضل فنان تستند لهيل بوي: صندوق مليئ بالشر. هيل بوي : نداء الظلام  حصل على جائزة النسر 2007 عن «أفضل كتاب هزلي ملون -- أمريكي».
شخصية هيل بوي رشحت لي«أفضل شخصيه هزليه» في عامي 2004 و 2005 جوائز النسر. ترشيحات أخرى تشمل
- رشح ل«أفضل قصه هزليه نشرت خلال عام 2007» جائزة النسر، هيل بوي: نداء الظلام
- رشح لي«أفضل بطل هزلي» جائزة النسر

صرح الكاتب الهزلي آلان مور (في فور فنديتا، واتشمين) صنف هيل بوي على صفحة ترشيحاته، ولا سيما ايقاظ الشيطان (الجزء 2)، واصفا اياه بانه «حصاد مهارته وقاعدة الحجر باننا يمكن ان نرى ميجنولا حاد الاحاسيس المعاصرة في العمل».
مارس 2009، شخصية الحصان الأسود الهزلي، هيل بوي فاز فئتين في مشروع تصويت المعجبين جوائز فان بوي لعام 2008.
- حصل على «أفضل بطل اندي» في مشروع تصويت المعجبين جوائز فان بوي لعام 2008.
- حصل على «أفضل شخصيه اندي» في مشروع تصويت المعجبين جوائز فان بوي لعام 2008.

## الروابط الخارجية
- الموقع الرسمي
- ' Hellboy ألعاب الفيديو في موقع كونامي
- Hellboy ' متحركة الموقع الرسمي
- Hellboy : بذور التدمير
- البداية الرسمية للكاريكاتير Hellboy
- Hellboy ستة عشر حلوة، ومجموعة مختارة من المقالات، بوبماترس
- Hellboy مقابل ديلان الكلب : دراسة لموسيقى البوب واللب Pastiche، بوبماترس